# Schleinitzia megaladenia
Schleinitzia megaladenia là một loài thực vật có hoa trong họ Đậu. Loài này được (Merr.) P.Guinet & I.C.Nielsen miêu tả khoa học đầu tiên.